# Hóp (Vinland)
Ne doit pas être confondu avec Hóp (Islande).
Pour les articles homonymes, voir Hop.

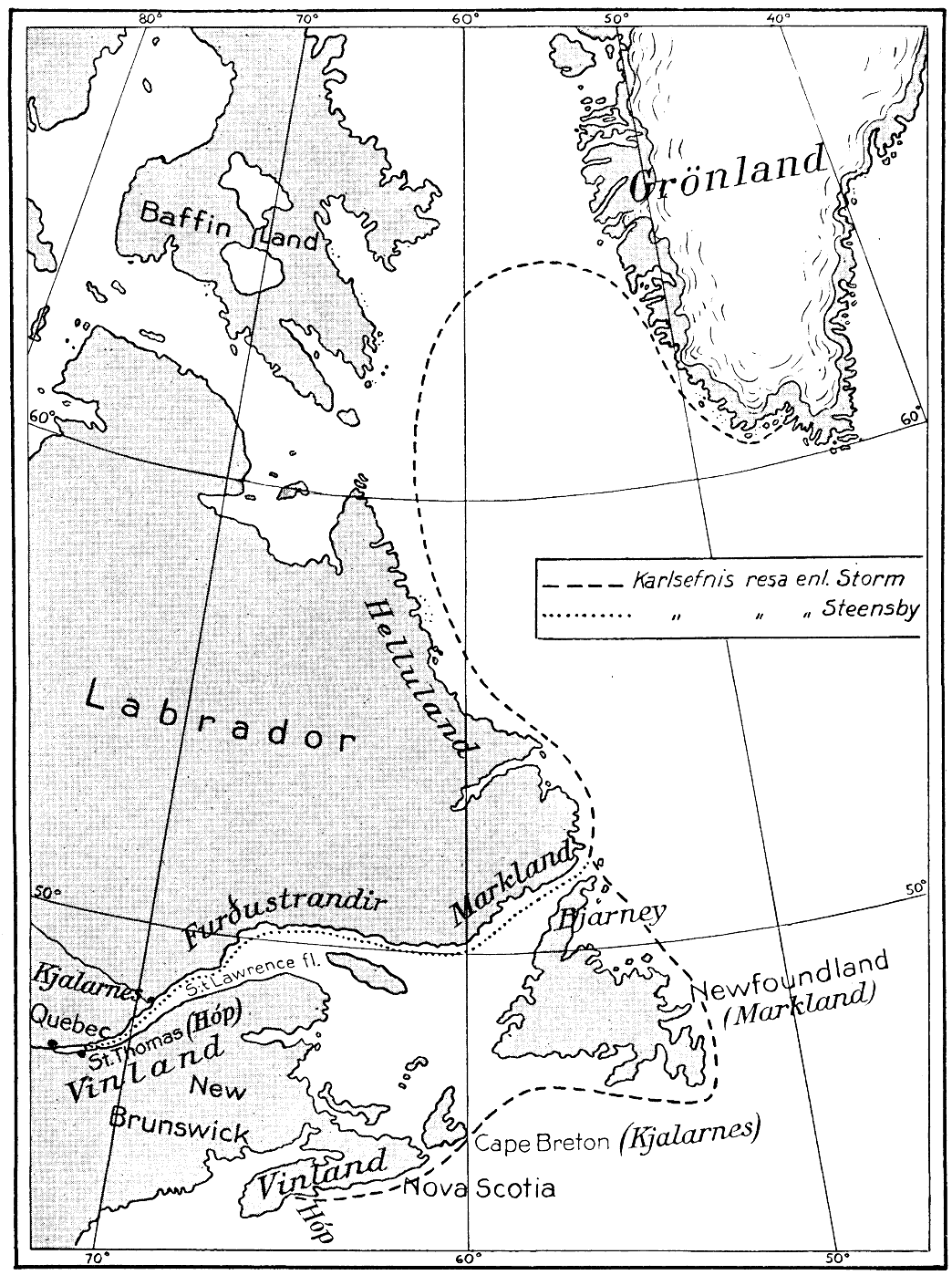
Localisation hypothétique du site Hóp selon le Nordisk familjebok. (1921)

Hóp (en vieux norrois : lagune) est la dénomination donnée par la saga d'Erik le Rouge au lieu d'implantation le plus méridional de colons vikings au Vinland, en Amérique du Nord. Le Hóp de la saga d'Erik le Rouge correspondrait au lieu d'implantation de Leif Erikson, dans la Saga des Groenlandais, surnommé dans celle-ci Leifsbudir. L'interprétation des sagas nordiques ne permet pas de localiser avec exactitude sa position géographique.

## Présentation
Selon la saga d'Erik le Rouge, pour son voyage vers le Vinland, Thorfinn Karlsefni serait parti avec Bjarni Grimolfsson, Snorri Thorbrandsson, un certain Thorvard, Thorhall Gamlason et un autre Thorhall, dit "le pêcheur". En tout, l'expédition aurait compté quelque 160 personnes. Parmi elles, se trouvaient également Freydis Eiriksdottir et Thorvald Eriksson, respectivement demi-sœur et frère de Leif Eriksson et fils d'Erik le Rouge.
L'expédition trouva d'abord un pays de grandes dalles de pierres plates, Helluland (généralement associé aux pointes sud-ouest de la Terre de Baffin ou à la pointe nord du Labrador), puis un pays plat couvert de forêts, le Markland (identifié comme étant la côte sud-est du Labrador).
Ils longèrent de longs rivages avec des bancs de sable qu'ils nommèrent Furdustrandir (rivages merveilleux ou formidables), "parce qu'il fallait longtemps pour les longer à la voile".
Ils arrivèrent enfin dans un fjord avec une île à l'extérieur avec de forts courants et appelèrent l'endroit Straumfjörðr (le fjord des tourbillons) et ils s'installèrent là. Cette base du Straumfjörðr est possiblement identifiée au site de l'Anse aux Meadows sur l'île de Terre-Neuve.
À partir du Straumfjörðr, Thorhall le pêcheur voulut rentrer au Groenland et se perdit corps et biens. Thorfinn Karlsefni continua à longer les côtes vers le sud.

La saga d'Erik le Rouge (chapitre X) indique que Thorfinn Karlsefni découvrit des hauts fonds à l'embouchure d'un fleuve qui formait un lac avant de se jeter dans la mer. Ils y trouvèrent du blé et de la vigne sauvages. Les cours d'eau étaient gorgés de poissons, les forêts peuplées d'une faune abondante et les marées étaient importantes.

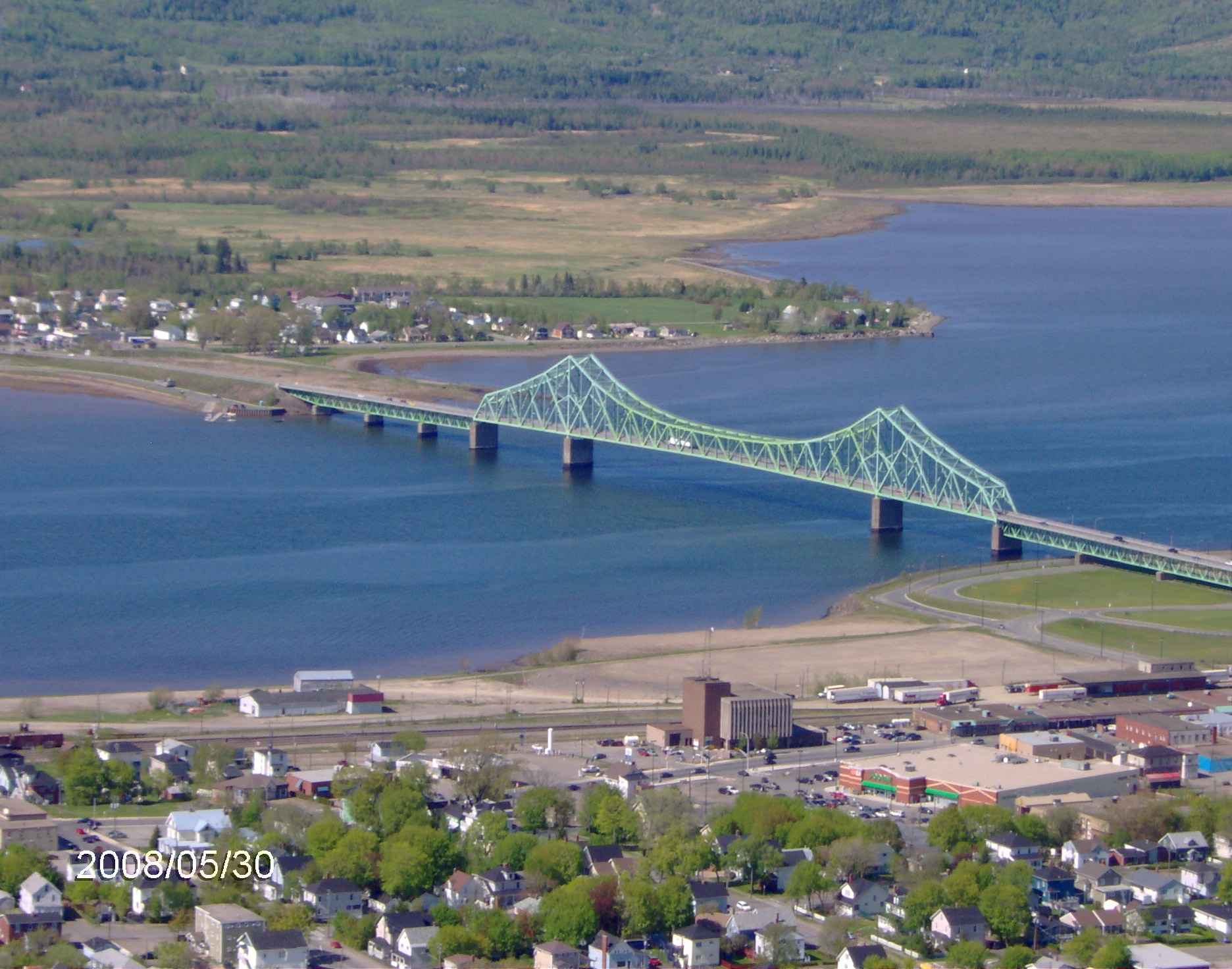
Emplacement possible de l'établissement viking Hóp. Le lac d'eau douce de marée à l'embouchure de la Restigouche dans la baie des Chaleurs.

 Ils nommèrent ce lieu de colonisation "Hóp". Un jour ils virent arriver une quantité de canoës. Ils découvrirent des hommes qu'ils nommèrent Skraelings (difformes). Ces derniers manipulaient de grandes perches ressemblant à des fléaux. "Il se peut que cela est un signe de paix. Prenons un bouclier blanc et arborons-le en échange. Et ils firent ainsi. Puis les autres ramèrent à leur rencontre et montèrent à terre. C'étaient des hommes noirs et de mauvaise mine avec de vilaines chevelures. Ils avaient de grands yeux et des pommettes larges. Ils restèrent là un moment, s'émerveillant des gens qu'ils avaient devant eux. Après cela, ils sont repartis en direction du sud et doublèrent le promontoire à la rame."
Thorfinn Karlsefni et son équipage restèrent en ce lieu tout l'hiver et constatèrent qu'il n'avait point neigé. L'été suivant, les Skraelings revinrent plus nombreux et échangèrent des peaux contre des biens vikings. Les relations étaient cordiales jusqu'au jour où un taureau de l'enclos à bovins s'échappa et rua sur les Amérindiens qui prirent peur et s'enfuirent vers leurs canoës. Trois semaines plus tard, les Skraelings revinrent en grand nombre sur de nombreux canoës et attaquèrent la colonie viking. Les combats furent violents. Finalement, les Vikings renoncèrent à s'établir plus longtemps à cet endroit et abandonnèrent ce lieu. Ils revinrent vers leur camp de base du Straumfjörðr, L'Anse aux Meadows.
La localisation de la colonie viking est sujette aux différentes interprétations des deux sagas islandaises.
Hóp est la colonie fondée par Thorfinn Karlsefni, selon la saga d'Erik le Rouge. Elle correspond dans sa description à la colonie de Leif Erikson, appelée Leifsbudir par la Saga des Groenlandais. De récentes recherches suggèrent de l'identifier à l'actuel site de Bay Saint Lawrence, à la pointe nord du Cap Breton en Nouvelle-Écosse. L'ethnologue Yvon Hermann Couture, place le site viking Hóp près du Lac Ontario basé sur son interprétation des pétroglyphes amérindiens.